# Rouge Grenade
Rouge Grenade est le 67e roman de la série SAS, écrit par Gérard de Villiers et publié en 1982 dans la collection Plon (Presses de la Cité). Comme tous les SAS parus au cours des années 1980, le roman a été édité lors de sa publication en France à 100 000 exemplaires.
L'action se déroule courant 1982 à Grenade. 

## Personnages principaux
- Malko Linge : héros du roman, Autrichien, agent contractuel de la CIA.

## Résumé
Grenade est en passe de devenir un autre Cuba. En effet, des Cubains, insidieusement pilotés par les Russes, encouragent l'installation de la révolution pour couvrir un projet plus ambitieux : faire de Grenade une base de missiles menaçant le Venezuela voisin qui à l'époque n'est pas très perméable aux idées marxistes. 
Assisté d'une espionne vénézuélienne, Malko va tenter d'y récupérer un pacte établissant tout ceci, qui aurait été signé entre Maurice Bishop, premier ministre de Grenade, et Cuba.